# 哥伦比亚特区地方自治

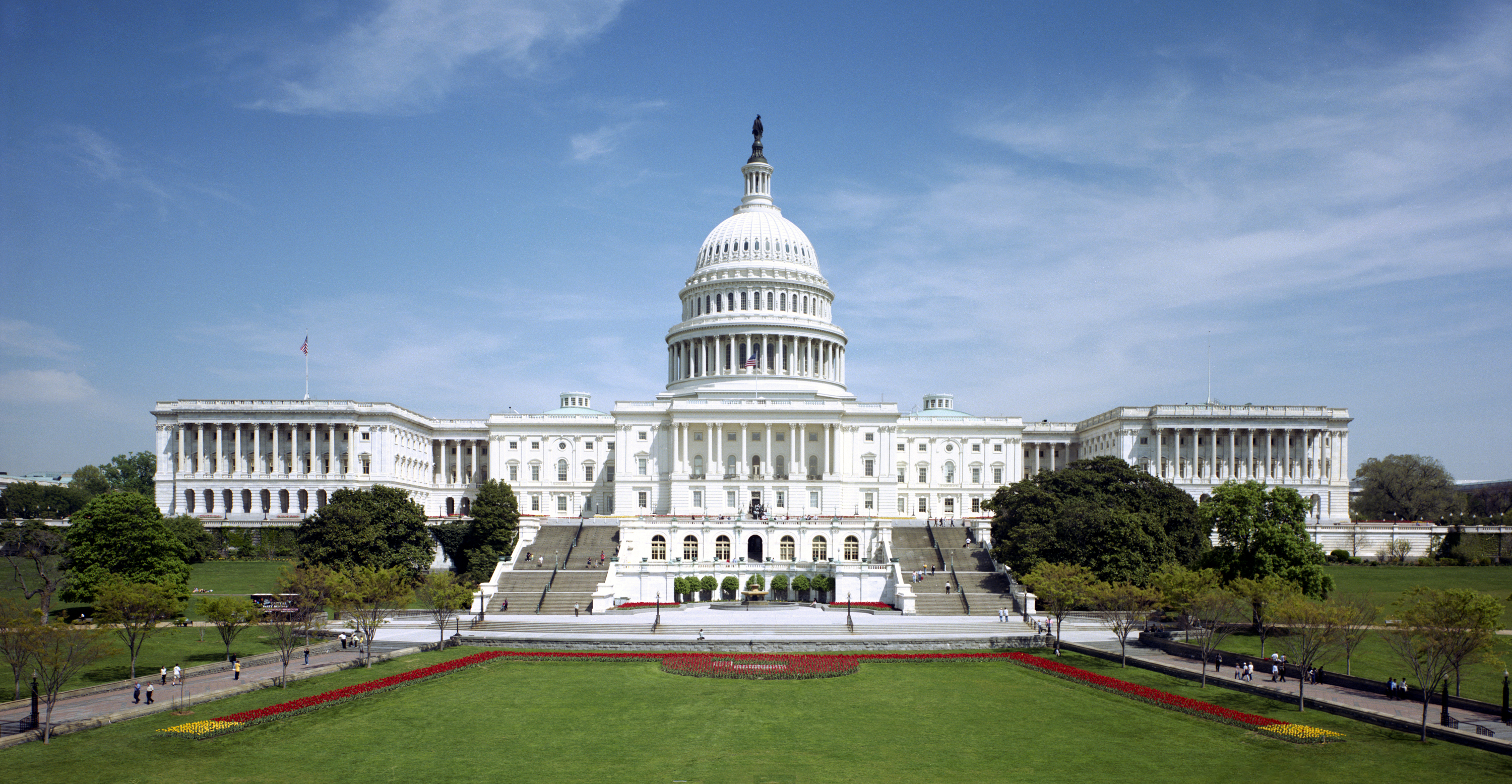
美国国会对哥伦比亚特区拥有最终权力。

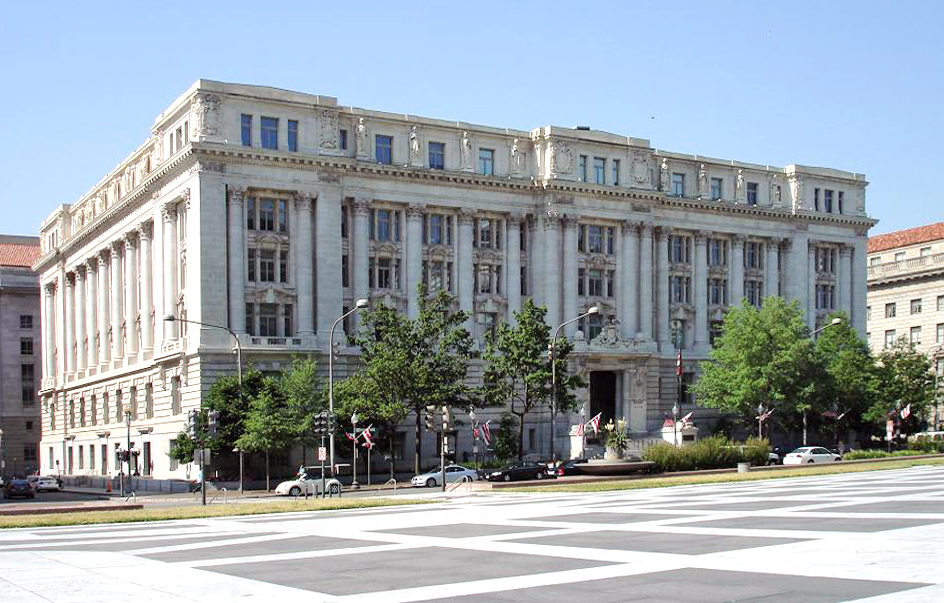
威尔逊大楼是特区市长与13名议员的办公地。

哥伦比亚特区地方自治（英語：District of Columbia Home Rule）是美国华盛顿哥伦比亚特区当地居民管理本地事务的权力。
作为美国联邦的首都，《美国宪法》赋予美国国会在“任何情况下”对该地区的专属管辖权。自1970年以来，在某些时候，美国国会允许某些治理权力由本地民选官员行使。但是国会保留推翻当地法律的权力，并对这座城市拥有比美国任何一个州更大的监督权。此外，该地区民选政府的存在是国会所乐意的，虽然在理论上可以随时被国会撤销。
一个单独但相关的争议是该地区在国会中缺乏投票代表。这座城市的独特地位造成了一种情况，即华盛顿居民既不能完全控制当地政府，也不能在完全控制其的机构中拥有投票代表。
2015年，哥伦比亚特区成为无代表国家和民族组织的成员。

## 宪法规定
詹姆斯·麦迪逊于1788年1月23日在《联邦党人文集第43号》中解释了建立联邦地区的必要性，他认为国家首都需要与各州区别开来，以便为自己的运营和安全提供保障。 一群愤怒的士兵袭击了曾经位于马萨诸塞州费城的美国国会，这起事件被称为“1783年宾夕法尼亚兵变”，而它也更加凸显了联邦政府需要加强自身安全的重要性。 因此《美国宪法》第一条第8款规定了建立联邦首都的权力，其中规定美国国会：
对于由某州让与而由国会承受，用以充当合众国政府所在地的地区（不逾十哩见方），握有对其一切事务的全部立法权。
“握有对其一切事务的全部立法权”这一短语被解释为意味着美国国会是该地区的最高权力机关，从而限制了该市居民的地方自治。然而，开国元勋们设想国会将把部分权力下放到地方一级。例如，麦迪逊在《联邦党人文集第43号》中指出，“出于地方目的的市政立法机构，来自他们自己的选举权，当然会被允许。”

### 出典
1. ↑  . 无代表国家和民族组织. 2015-12-04  [2022-07-05]. （原始内容存档于2019-10-23） （英语）.
2. 1 2  詹姆斯·麦迪逊. . 国会图书馆.   [2022-07-05]. （原始内容存档于2013-09-14） （英语）.
3. ↑  Crew 2009，第66頁.
4. ↑  . 美国在台协会.   [2022-07-05]. （原始内容存档于2023-01-16） （中文（繁體））. 對於由某州讓與而由國會承受，用以充當合眾國政府所在地的地區(不逾十哩見方)，握有對其一切事務的全部立法權。

### 文献
- Crew, Harvey W. . United Brethren Publishing House. 2009. ISBN 9780217962421 （英语）.